# تونی لما
تونی لما (انگلیسی: Tony Lema؛ ۲۵ فوریهٔ ۱۹۳۴ – ۲۴ ژوئیهٔ ۱۹۶۶) یک گلف‌باز اهل ایالات متحده آمریکا بود.